# E·F·舒马赫
恩斯特·弗里德里希·舒马赫（英語：Earnest Friedrich Schumacher，1911年8月16日—1977年9月4日），德裔英国统计学家和经济学家，以其关于人类规模、分散和适当技术的建议而闻名。1950年至1970年，他曾担任英国国家煤炭委员会的首席经济顾问，并于1966年成立了中间技术发展集团（现在称为实际行动）。1995年，他在1973年出版的《小即是美》一书被《泰晤士报》文学副刊评为二战以来最具影响力的100本书之一。